# ¡Viva el sueño!
¡Viva el sueño! es un formato estadounidense creado por Univisión en el año 2009.
Es el único reality show donde músicos profesionales ponen a prueba su talento y persiguen un sueño, el cual es ser una megaestrella de la música latina. La ganadora de la primera edición fue Ana Isabelle Acevedo.

## Mecánica
Este formato consiste de un concurso de 13 semanas, en el cual 14 cantantes hispanos profesionales compiten por alcanzar el estrellato.
Cada semana los participantes elegirán una canción que interpretarán a su propio estilo, en vivo y con una orquesta, frente a la audiencia y los televidentes.
En cada una de las presentaciones, el jurado salvará a uno de los concursantes, mientras que los otros pasarán a ser nominados. El público, mediante llamadas telefónicas o SMS, dará su voto para que su favorito no quede en peligro de ser eliminado del concurso.
El ganador se llevará $200,000.00 en premios y efectivo y, lo que es más importante aún, la oportunidad única de alcanzar su sueño de ser una gran estrella.

## Jurado
Conformado por tres renombradas personalidades hispanas de Univisión Radio, de Estados Unidos:
- Raúl Brindis (Multifacético anfitrión de Estéreo Latino 102.9 FM – Houston).
- Stephanie Himonidis “La Chiquibaby” (Discjockey de música regional mexicana de La Nueva 101.9 FM – Los Ángeles).
- Enrique Santos (Presentador de La Kalle 98.3 FM – Miami).

## Concursantes
Algunos tienen un contrato firmado con una disquera, algunos ya grabaron por lo menos un disco y otros están en proceso de preproducción de sus discos.
Los participantes vienen de Estados Unidos, Latinoamérica y España, donde algunos ya son famosos y por eso buscan en Viva el Sueño su gran oportunidad para cumplir “el sueño americano” y hacerse conocidos entre el público latino de este país.
Ellos son:
| Cantante                | Nacionalidad    | Puesto alcanzado               | Ritmo de eliminación                             |
| ----------------------- | --------------- | ------------------------------ | ------------------------------------------------ |
| Ana Isabelle Acevedo    | puertorriqueña  | Primer puesto                  |                                                  |
| Cristina Eustace        | mexicano        | Segundo puesto                 |                                                  |
| Fidel Vázquez "Fedro"   | mexicano        | Tercer puesto                  |                                                  |
| Diego Dibós             | peruano         | Cuarto puesto                  |                                                  |
| Edgar Ojeda             | mexicano        | Quinto puesto                  |                                                  |
| Zone D' Tambora         | puertorriqueños | Sexto puesto                   |                                                  |
| Sergio Antonio Limón    | Etadounidense   | Séptimo puesto                 |                                                  |
| Yessica Ruiz            | mexicana        | Eliminada en el 10.º concierto | Desafío musical                                  |
| Paco de María           | mexicano        | Eliminado en el 8.º concierto  | Éxitos de Marco Antonio Solís y Juan Luis Guerra |
| Donnatella              | mexicana        | Eliminada en el 7.º concierto  | Balada romántica                                 |
| Bárbara Muñoz           | chilena         | Eliminada en el 6.º concierto  | Éxitos de Juan Gabriel                           |
| Yarka Miller            | español         | Eliminado en el 5.º concierto  | Rumba                                            |
| Ofelia Domínguez "Fela" | mexicana        | Eliminada en el 4.º concierto  | Ranchera mexicana                                |
| Zugely Ibarra "Zuly"    | mexicana        | Eliminada en el 3.er concierto | Tema libre                                       |

## Tabla de posiciones
| Cantante                | 1.ª | 2.ª | 3.ª       | 4.ª       | 5.ª       | 6.ª       | 7.ª       | 8.ª       | 9.ª       | 10.ª      | 11.ª      | 12.ª      | 13.ª      |
| ----------------------- | --- | --- | --------- | --------- | --------- | --------- | --------- | --------- | --------- | --------- | --------- | --------- | --------- |
| Ana Isabelle Acevedo    |     |     |           |           |           |           |           |           |           |           |           |           | 19.8%     |
| Cristina Eustace        |     |     |           |           |           |           |           |           |           |           |           |           | 16.4%     |
| Fidel Vázquez "Fedro"   |     |     |           |           |           |           |           |           |           |           |           |           | 15.5%     |
| Diego Dibós             |     |     |           |           |           |           |           |           |           |           |           |           | 14.5%     |
| Edgar Ojeda             |     |     |           |           |           |           |           |           |           |           |           |           | 14.0%     |
| Zone D' Tambora         |     |     |           |           |           |           |           |           |           |           |           |           | 11.1%     |
| Sergio Antonio Limón    |     |     |           |           |           |           |           |           | Eliminado | Eliminado |           |           | 8.6%      |
| Yessica Ruiz            |     |     |           |           |           |           |           |           |           | Eliminada | Eliminada | Eliminada | Eliminada |
| Paco de María           |     |     |           |           |           |           |           | Eliminado | Eliminado | Eliminado | Eliminado | Eliminado | Eliminado |
| Donnatella              |     |     |           |           |           |           | Eliminada | Eliminada | Eliminada | Eliminada | Eliminada | Eliminada | Eliminada |
| Bárbara Muñoz           |     |     |           |           |           | Eliminada | Eliminada | Eliminada | Eliminada | Eliminada | Eliminada | Eliminada | Eliminada |
| Yarka Miller            |     |     |           |           | Eliminado | Eliminado | Eliminado | Eliminado | Eliminado | Eliminado | Eliminado | Eliminado | Eliminado |
| Ofelia Domínguez "Fela" |     |     |           | Eliminada | Eliminada | Eliminada | Eliminada | Eliminada | Eliminada | Eliminada | Eliminada | Eliminada | Eliminada |
| Zugely Ibarra "Zuly"    |     |     | Eliminada | Eliminada | Eliminada | Eliminada | Eliminada | Eliminada | Eliminada | Eliminada | Eliminada | Eliminada | Eliminada |

     Protegido/a por el jurado.

     Salvado/a por sus compañeros.

     En peligro de ser eliminado/a.

     Salvado/a por sus compañeros y Protegido/a por el jurado.

    
En la final, la decisión del jurado es inaplicable; pues el ganador se decidió por votación telefónica.

## Conciertos
- Primer concierto (30 de agosto de 2009): Tema libre
- Segundo concierto (6 de septiembre de 2009): Tema libre
- Tercer concierto (13 de septiembre de 2009): Tema libre
- Cuarto concierto (20 de septiembre de 2009): Ranchera mexicana
- Quinto concierto (27 de septiembre de 2009): Rumba
- Sexto concierto (4 de octubre de 2009): Éxitos de Juan Gabriel
- Séptimo concierto (11 de octubre de 2009): Balada romántica

| Cantante                | Tema libre            | Tema libre             | Tema libre            | Ranchera mexicana     | Rumba                     | Éxitos de Juan Gabriel     | Balada romántica         |
| ----------------------- | --------------------- | ---------------------- | --------------------- | --------------------- | ------------------------- | -------------------------- | ------------------------ |
| Ana Isabelle Acevedo    | "Espectador"          | Imagíname sin ti       | Hubo alguien          | La media vuelta       | Y si te digo              | Yo te recuerdo             | Algo más                 |
| Cristina Eustace        | "Espectador"          | Ojalá                  | Ven devórame otra vez | Corridos de Chihuahua | Ríe y llora               | Ya lo sé que tú te vas     | Entrégate                |
| Fidel Vázquez "Fedro"   | No me enseñaste       | "Espectador"           | Abrázame muy fuerte   | La diferencia         | La vida loca              | Yo no nací para amar       | La plaga                 |
| Diego Dibós             | "Espectador"          | Nada valgo sin tu amor | Labios compartidos    | El rey                | Mujeres                   | Mañana mañana              | El día que me quieras    |
| Edgar Ojeda             | "Espectador"          | No tengo dinero        | Y ahora te vas        | Venia bendita         | La bomba                  | He venido a pedirte perdón | Secreto de amor          |
| Zone D' Tambora         | Suavemente            | "Espectador"           | Mi corazoncito        | Cielito lindo         | La gota fría              | Querida                    | Tu cárcel                |
| Sergio Antonio Limón    | Se me olvidó otra vez | "Espectador"           | Por mujeres como Tú   | Ella                  | No me se rajar            | Mi fracaso                 | Yo no me doy por vencido |
| Yessica Ruiz            | De mí enamórate       | "Espectador"           | Es demasiado tarde    | Amor eterno           | La pollera colora         | Hasta que te conocí        | Simplemente amigos       |
| Paco de María           | "Espectador"          | Pero te extraño        | Un buen perdedor      | Amanecí en tus brazos | Yo no fui                 | Te lo pido por favor       | Voy a apagar la luz      |
| Donnatella              | "Espectador"          | No te pido flores      | Amor prohibido        | Cucurrucú paloma      | Me equivoqué              | El destino                 | Cuando me vaya           |
| Bárbara Muñoz           | Hasta que me olvides  | "Espectador"           | A puro dolor          | Echame a mi la culpa  | Cada que                  | Todo está de más           |                          |
| Yarka Miller            | Tu recuerdo           | "Espectador"           | Que lloro             | Cien años             | Condenado sin contestador |                            |                          |
| Ofelia Domínguez "Fela" | Ahora quien           | "Espectador"           | Como olvidar          | Por tu maldito amor   |                           |                            |                          |
| Zugely Ibarra "Zuly"    | "Espectador"          | Detrás de mi ventana   | Ni una lágrima        |                       |                           |                            |                          |

- Octavo concierto (18 de octubre de 2009): Éxitos de Marco Antonio Solís o Juan Luis Guerra
- Noveno concierto (25 de octubre de 2009): Tema escogido por los jueces
- Décimo concierto (1 de noviembre de 2009): Desafío musical
- Undécimo concierto (8 de noviembre de 2009): Éxitos de Selena
- Duodécimo concierto (15 de noviembre de 2009): Temas de intérpretes reconocidos

| Cantante              | Éxitos de Marco Antonio Solís o Juan Luis Guerra | Tema escogido por los jueces | Desafío musical       | Éxitos de Selena  | Temas de intérpretes reconocidos  |
| --------------------- | ------------------------------------------------ | ---------------------------- | --------------------- | ----------------- | --------------------------------- |
| Ana Isabelle Acevedo  | Las avispas                                      | Preciosa                     | Culpable o inocente   | Bidi bidi bom bom | Lloraré las penas (David Bisbal)  |
| Cristina Eustace      | Como fui a enamorarme de ti                      | Costumbres                   | Una noche más         | No me queda más   | Luna (Ana Gabriel)                |
| Fidel Vázquez "Fedro" | Basta ya!                                        | Volverte a amar              | El último viernes     | Si una vez        | Hoy me iré de casa (Gloria Trevi) |
| Diego Dibós           | Si no te hubieras ido                            | Dame una señal               | Por amarte            | Como la flor      | No es lo mismo (Alejandro Sanz)   |
| Edgar Ojeda           | Visa para un sueño                               | Por ella                     | Como fue              | Baila esta cumbia | Dame tu amor (Alacranes Musical)  |
| Zone D' Tambora       | Burbujas de amor                                 | Te regalo amores             | Entra en mi vida      | Tecnocumbia       | Ella menea (NG2)                  |
| Sergio Antonio Limón  | Bachata rosa                                     | Millones de cosas            | "Eliminado"           | Tú solo tú *1     | Kilómetro (Sin Bandera)           |
| Yessica Ruiz          | Como tu mujer                                    | Víveme                       | Ojalá que llueva café |                   |                                   |
| Paco de María         | Donde estará mi primavera                        |                              |                       |                   |                                   |

La plantilla {{Fn}} ya no debe usarse. En su lugar usa el nuevo sistema de referencias..  Ranchera mexicana, género que interpretó en su reingreso a la competencia.

## Cantos grupales
El grupo ganador recibe como premio un viaje a Las Vegas a ver los Premios Grammy Latinos y caminar por la alfombra roja.
- Décimo concierto (1 de noviembre de 2009): Balada

| Grupo     | Cantantes                                                     | Canción              |
| --------- | ------------------------------------------------------------- | -------------------- |
| Mujeres*2 | Cristina Eustace Ana Isabelle Acevedo Yessica Ruiz            | Lo que son las cosas |
| Hombres*2 | Zone D' Tambora Fidel Vázquez "Fedro" Edgar Ojeda Diego Dibós | Sin tantita pena     |

La plantilla {{Fn}} ya no debe usarse. En su lugar usa el nuevo sistema de referencias..  Grupo ganador

## Dúos musicales
Para darles un poco de descanso y liberar el estrés de las últimas semanas de la competencia, el dúo ganador recibe una tarde de spa.
- Undécimo concierto (8 de noviembre de 2009): Merengue, Bolero y Rock latino

| Dúo | Cantantes                         | Canción            |
| --- | --------------------------------- | ------------------ |
| 1   | Cristina Eustace Zone D' Tambora  | Para darte mi vida |
| 2*3 | Fidel Vázquez "Fedro" Edgar Ojeda | Perdón             |
| 3   | Ana Isabelle Acevedo Diego Dibós  | Fotografía         |

La plantilla {{Fn}} ya no debe usarse. En su lugar usa el nuevo sistema de referencias..  Dúo ganador

## Asesoría
En cada concierto, los jueces protegen a un concursante, para que no esté en peligro de eliminación en el siguiente concierto. Por este privilegio dado, el concursante recibe una tarde de guía y apoyo de un(a) artista para su próxima presentación.
| Fecha                    | Protegido             | Asesor              | Ocupación                     |
| ------------------------ | --------------------- | ------------------- | ----------------------------- |
| 20 de septiembre de 2009 | Yarka Miller          | Shaila Dúrcal       | Cantante                      |
| 27 de septiembre de 2009 | Diego Dibos           | Aníbal Marrero      | Coreógrafo                    |
| 4 de octubre de 2009     | Cristina Eustace      | Armando Magallanes  | Arreglista y Director musical |
| 11 de octubre de 2009    | Fidel Vázquez "Fedro" | Jenni Rivera        | Cantante                      |
| 18 de octubre de 2009    | Sergio Antonio Limón  | Laura Pausini       | Cantante                      |
| 25 de octubre de 2009    | Yessica Ruiz          | Lupillo Rivera      | Cantante                      |
| 1 de noviembre de 2009   | Fidel Vázquez "Fedro" | Angélica Vale       | Cantante y actriz             |
| 8 de noviembre de 2009   | Zone D' Tambora       | Gilberto Santa Rosa | Cantante                      |

## Artistas invitados
Artistas que son invitados para formar parte de los jueces, contar sus experiencias, opinar las presentaciones y aconsejar a los participantes.
| Fecha                    | Cantante o Grupo          | Género             | Canción                            |
| ------------------------ | ------------------------- | ------------------ | ---------------------------------- |
| 20 de septiembre de 2009 | Graciela Beltrán          | Ranchera mexicana  | Fui demasiado fácil                |
| 27 de septiembre de 2009 | Gloria Trevi              | Pop latino         | Lo que una chica por amor es capaz |
| 11 de octubre de 2009    | Pee Wee                   | Pop latino         | La reina de las mujeres            |
| 18 de octubre de 2009    | Los Horóscopos de Durango | Pasito duranguense | La noche que te fuiste             |
| 25 de octubre de 2009    | David Bisbal              | Pop latino         | Esclavo de tus besos               |
| 1 de noviembre de 2009   | Paulina Rubio             | Pop latino         | Ni rosas ni juguetes               |
| 8 de noviembre de 2009   | Lupillo Rivera            | Pop latino         | 24 horas                           |
| 15 de noviembre de 2009  | Makano                    | Reguetón           | Déjame entrar                      |
| 15 de noviembre de 2009  | Anahí                     | Pop latino         | Mi delirio                         |

- Datos: Q8076404